# De koopman van Venetië (toneelstuk)

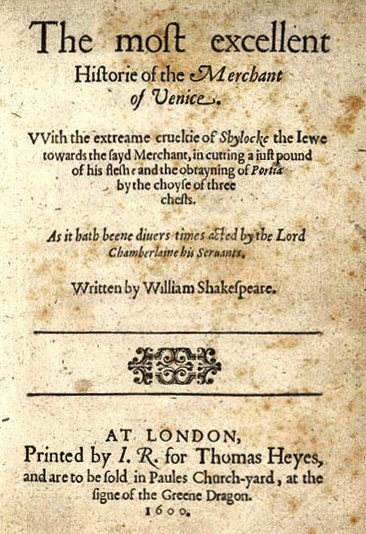
Titelpagina uit de First Quarto van The Merchant of Venice

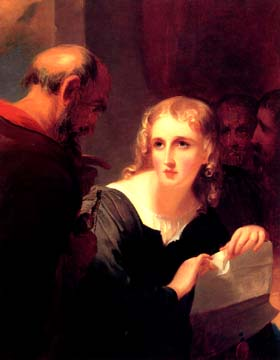
Shylock en Portia (1835), schilderij van Thomas Sully

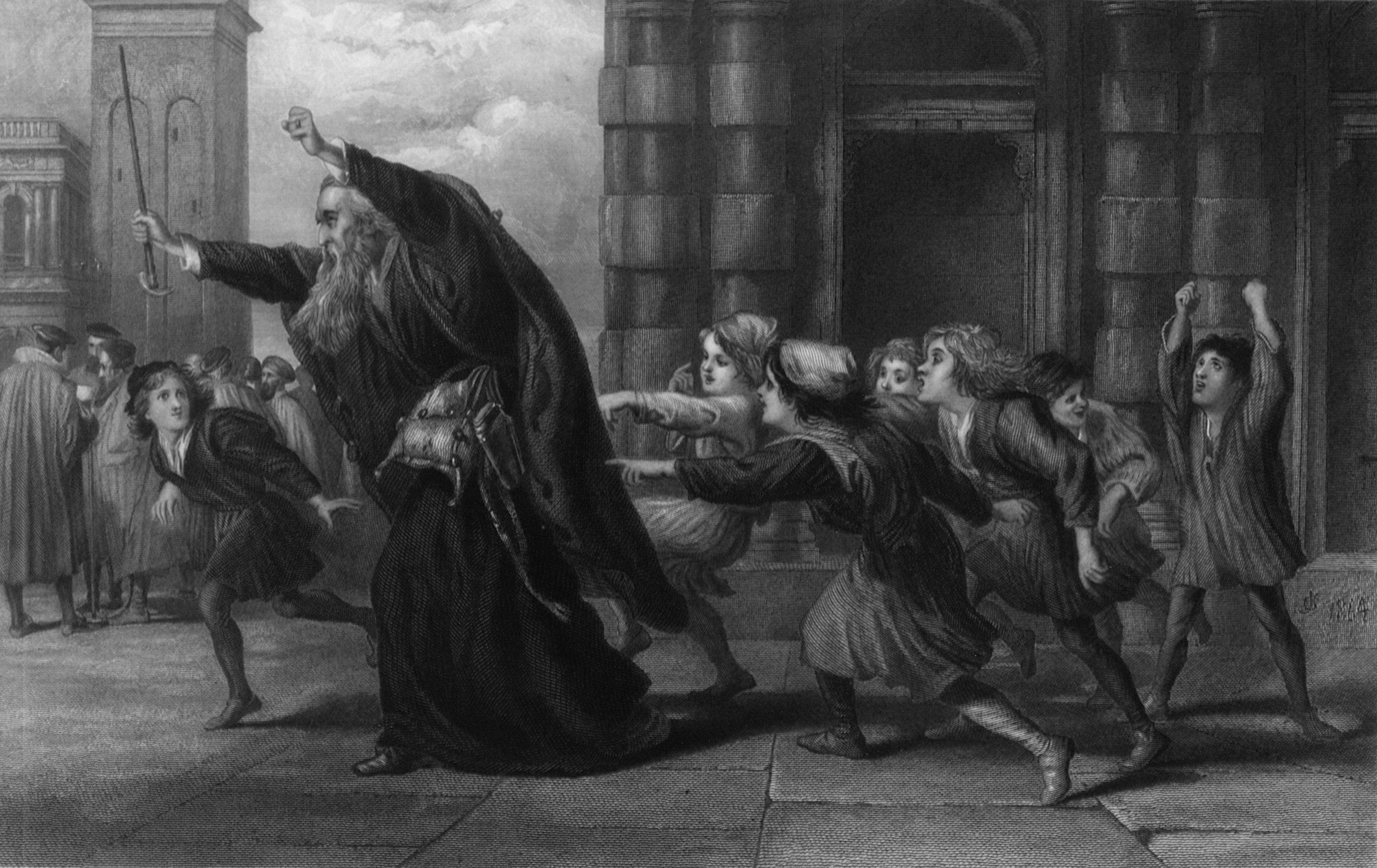
Shylock - Emory University, GA, USA

De koopman van Venetië (Engels: The Merchant of Venice) is een toneelstuk van William Shakespeare. Hoewel het in de First Folio onder de komedies werd gerangschikt, is het vooral bekend door de tragische scènes. Het stuk gaat over een jonge edelman, Bassanio, die zichzelf met zijn bloedverwant en vriend, Antonio, in de problemen werkt door geld te lenen om de vrouw van zijn dromen voor zich te winnen.
The Merchant of Venice werd waarschijnlijk geschreven in 1596 of 1597, dus na stukken als Romeo en Julia en Richard III, maar nog voor Shakespeares grote tragedies uit zijn latere jaren. Het verhaal met de koopman, de arme minnaar, de mooie dame en de schurkachtige jood was toen al terug te vinden in een aantal contemporaine Italiaanse verhalenbundels waaraan Shakespeare heel wat stof ontleende. De Italiaanse setting en de huwelijksperikelen zijn typisch voor Shakespeares vroege komedies, maar personages als Portia, Shakespeares eerste grootse heldin, en de onvergetelijke schurk Shylock tillen dit stuk op naar een hoger niveau.

## Personages
(Zie noot )
- De hertog van Venetië
- De Prins van Marokko, de Prins van Aragon (die naar de hand van Portia dingen)
- Antonio – een Venetiaanse koopman
- Bassanio – Antonio's vriend, verliefd op Portia
- Portia – een rijke erfgename
- Nerissa – Portia's kamenier, meid
- Gratiano, Solanio, Salerio – vrienden van Antonio en Bassanio
- Lorenzo – verliefd op Jessica
- Shylock – een rijke joodse geldschieter
- Tubal – een jood, Shylocks vriend
- Jessica – dochter van Shylock, verliefd op Lorenzo
- Lancelot Gobbo – clown en knecht van Shylock (en later die van Bassanio)
- Old Gobbo – vader van Lancelot
- Balthazar, Stephano – knechten van Portia

## Samenvatting
Bassanio, een jonge edelman, leent via zijn vriend Antonio geld om indruk te kunnen maken op Portia, zijn droomvrouw. Antonio's kapitaal staat uit op zee, dus deze leent het geld bij Shylock, de geldschieter. Deze heeft echter nog wat te vereffenen met Antonio, en neemt een bijzondere clausule in de overeenkomst op: als Antonio het geld niet terugbetaalt heeft Shylock recht op een pond vlees uit het lichaam van Antonio.
Bassanio is niet de enige die belangstelling heeft voor Portia, ze is mooi en rijk. Haar overleden vader heeft daarom drie kistjes gemaakt, van goud, zilver en lood. In één kistje zit haar portret, en wie dat kistje kiest zal zijn dochter krijgen. Deze scène baseerde Shakespeare op het christelijke levensverhaal van de heiligen Barlaam en Josaphat.
Door berichten dat Antonio's schepen zijn vergaan kan hij het geld niet terugbetalen. Shylock wil daadwerkelijk een pond vlees uit het lichaam van Antonio snijden en wel rond zijn hart. Bassanio komt met geld van Portia om hem vrij te kopen, hij biedt zelfs het dubbele, maar volgens de overeenkomst hoeft Shylock dat in dit late stadium niet meer te accepteren en dat doet hij ook niet. Het gerechtshof vindt Shylock wel erg meedogenloos, maar is bang voor de precedentwerking als het de in de overeenkomst vastgelegde rechten schendt. Portia verschijnt aan het hof, vermomd als mannelijke rechtsgeleerde en stelt dat Shylock alleen recht heeft op vlees en niet op bloed, dus als er toch bloed vloeit komt hij in moeilijkheden. Hierop geeft Shylock zich gewonnen.

## Interpretatie
In de tekst is Shylock een jood. Volgens sommigen heeft het stuk dan ook een antisemitische strekking, maar dit wordt door anderen bestreden. Enerzijds wordt gesteld dat Shylock als een slecht mens wordt geportretteerd, anderzijds wordt juist de antisemitische houding van de christenen in Venetië in die dagen aan de kaak gesteld. Is de gedwongen bekering van Shylock aan het einde een overwinning of juist een vernedering voor de christenen? Shakespeare exploiteert het beeld van de stereotiepe jood weliswaar voor een komisch effect, maar Shylock is ongetwijfeld een complexere figuur dan de jood in Marlowes The Jew of Malta. Shakespeare maakt hem menselijker door te tonen dat zijn haat het directe gevolg is van diens slechte behandeling door christenen.

## Verfilmingen
Het verhaal is verschillende keren verfilmd. Bekende verfilmingen zijn van 1973 en 2004 met in 1973 Laurence Olivier als Shylock en Joan Plowright als Portia en in 2004 met Al Pacino als Shylock en Jeremy Irons als de koopman van Venetië.

## Toneelstuk
Theatermaker Jan Decorte maakte in 2013 een bewerking van het toneelstuk, waarbij personages en intriges ingrijpend waren veranderd. Het kreeg de titel Shylock. Decorte speelde bij Compagnie Marius zelf mee als Shylock en zijn vrouw Sigrid Vinks als Portia. Ook Herwig Ilegems had een rol in het stuk. Nadien werd Shylock nog door verschillende gezelschappen opgevoerd.
- Bibliothèque nationale de France: cb11987197p (data)
- Catàleg d'autoritats de noms i títols de Catalunya: 981058615962106706
- Gemeinsame Normdatei: 4099363-2
- Library of Congress Control Number: n79151413
- MusicBrainz work: 9510289f-fde4-4899-bead-bb3414f3105e
- Nationale Bibliotheek van Israël: 987007520685005171
- Nationale Bibliotheek van Polen: a0000001763183
- Nationale en Universitaire bibliotheek Zagreb: 000361917
- Système universitaire de documentation: 027936325
- Virtual International Authority File: 181845272